# Hier waken wij
Hier waken wij is een Nederlandstalige maxisingle van de Belgische band De Lama's uit 1993.
De single bevatte drie liedjes, met name Blijf binnen, Laatste woorden en Grootste fan.
De laatste twee genoemde nummers verschenen tevens op het album Edele Delen.

## Meewerkende artiesten
- Kloot Per W (gitaar, zang, programmatie)
- Karel Theys (basgitaar)
- Steven De Cort (drums)
- Serge Feys (keyboards)
- Mies Meulders (zang)
- Peter Slabbynck (zang)